# Erythrina sandwicensis
Erythrina sandwicensis är en ärtväxtart som beskrevs av Degener. Erythrina sandwicensis ingår i släktet Erythrina och familjen ärtväxter. Inga underarter finns listade i Catalogue of Life.

## Bildgalleri

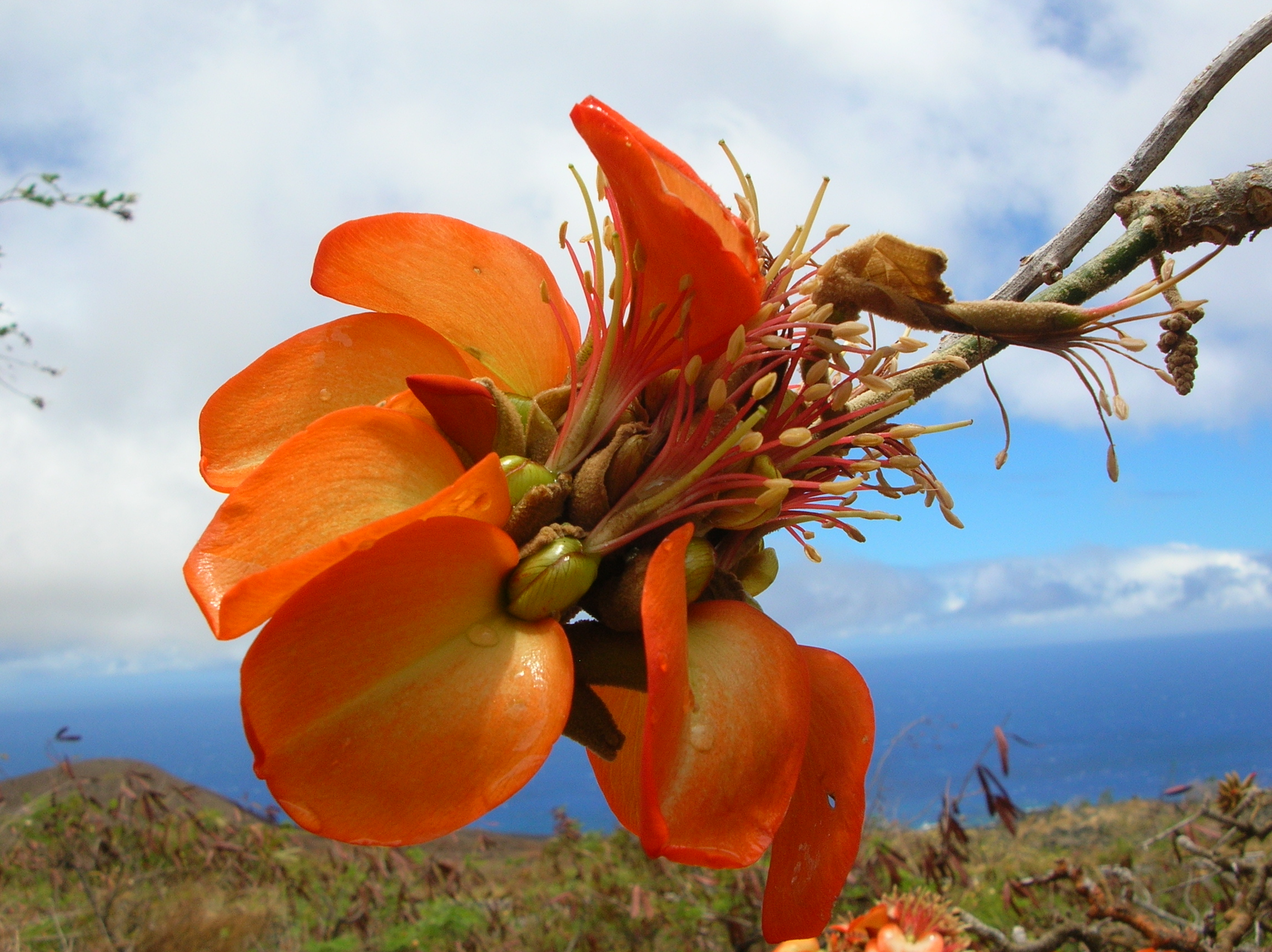
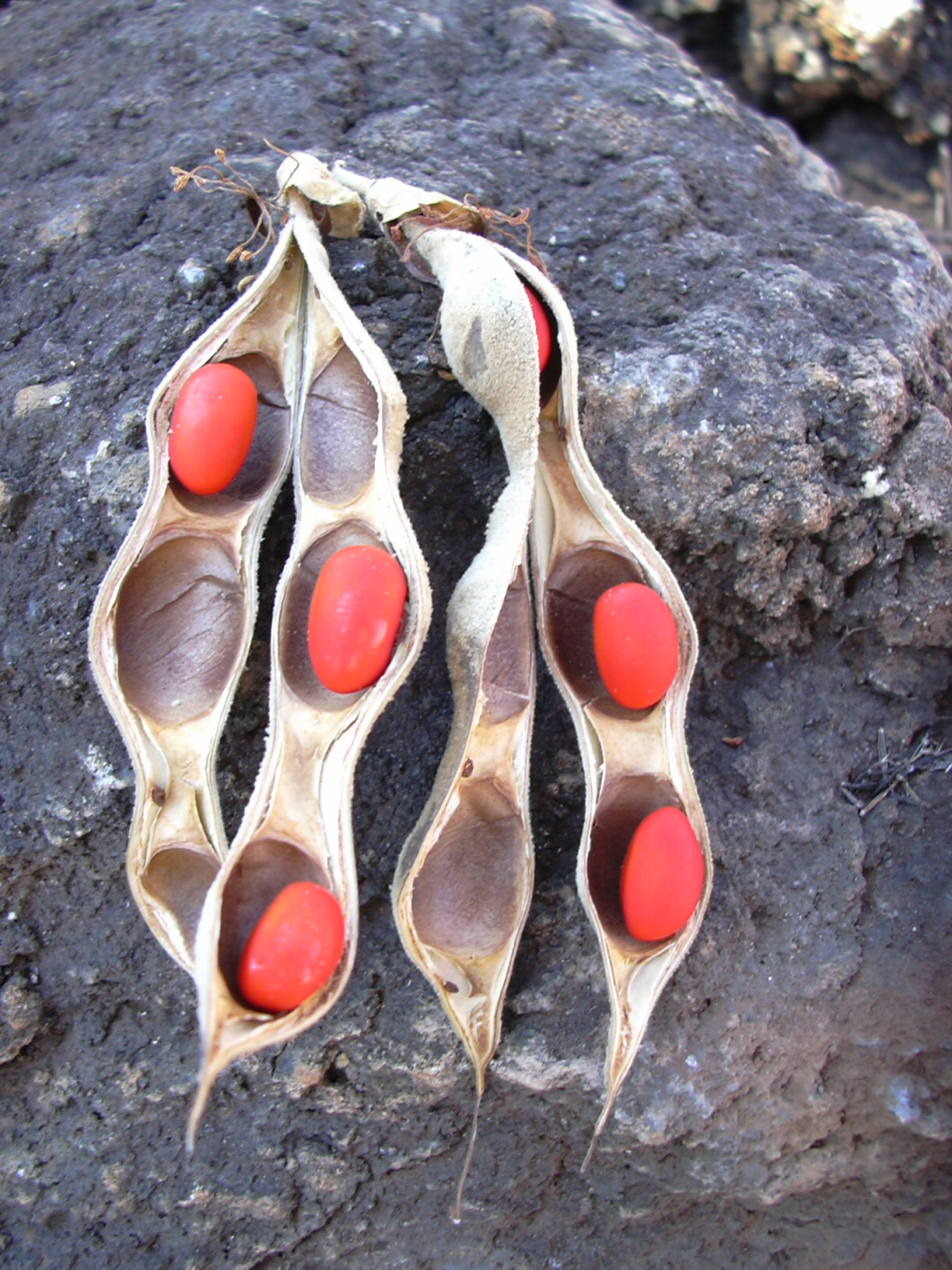
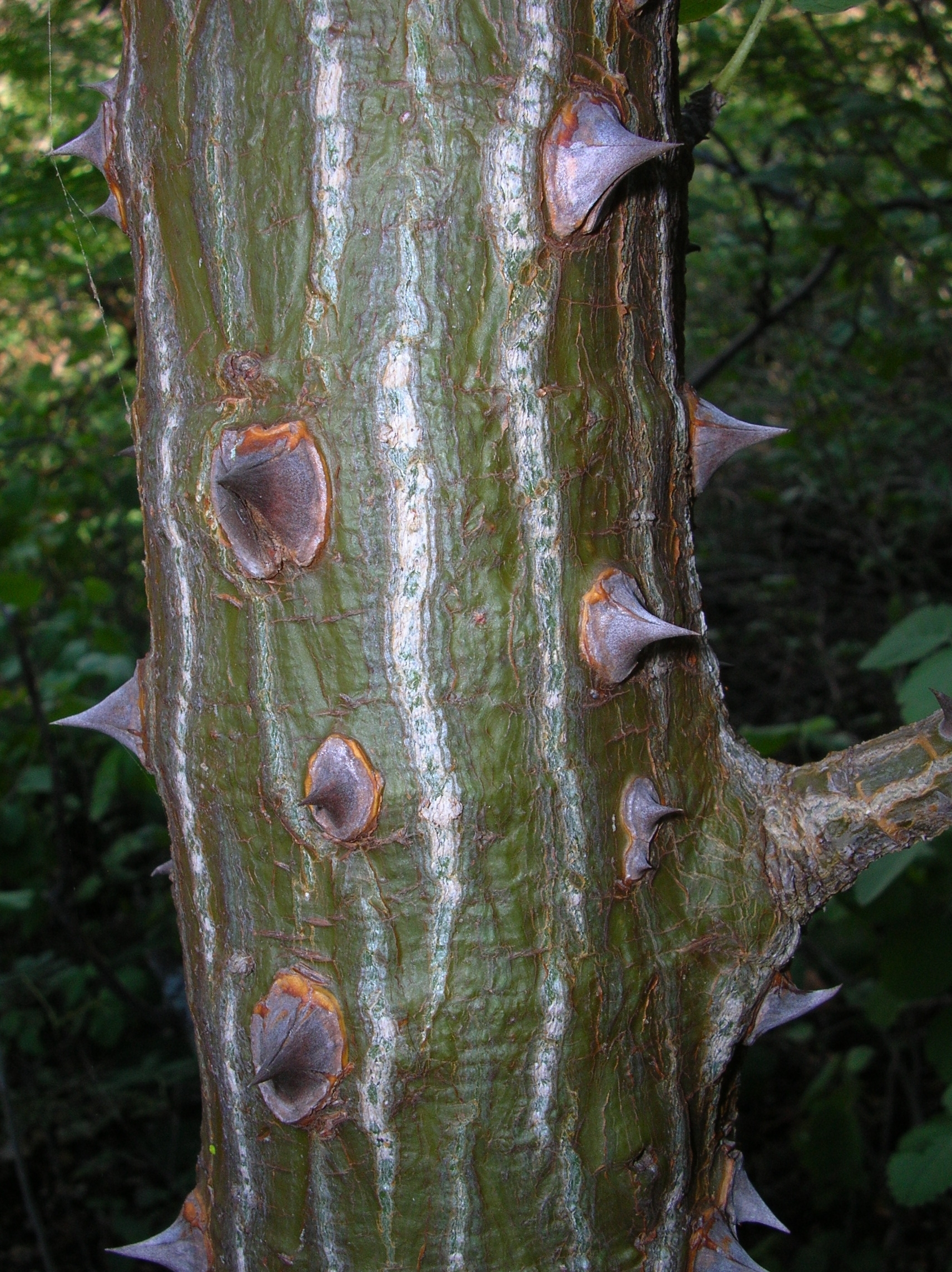
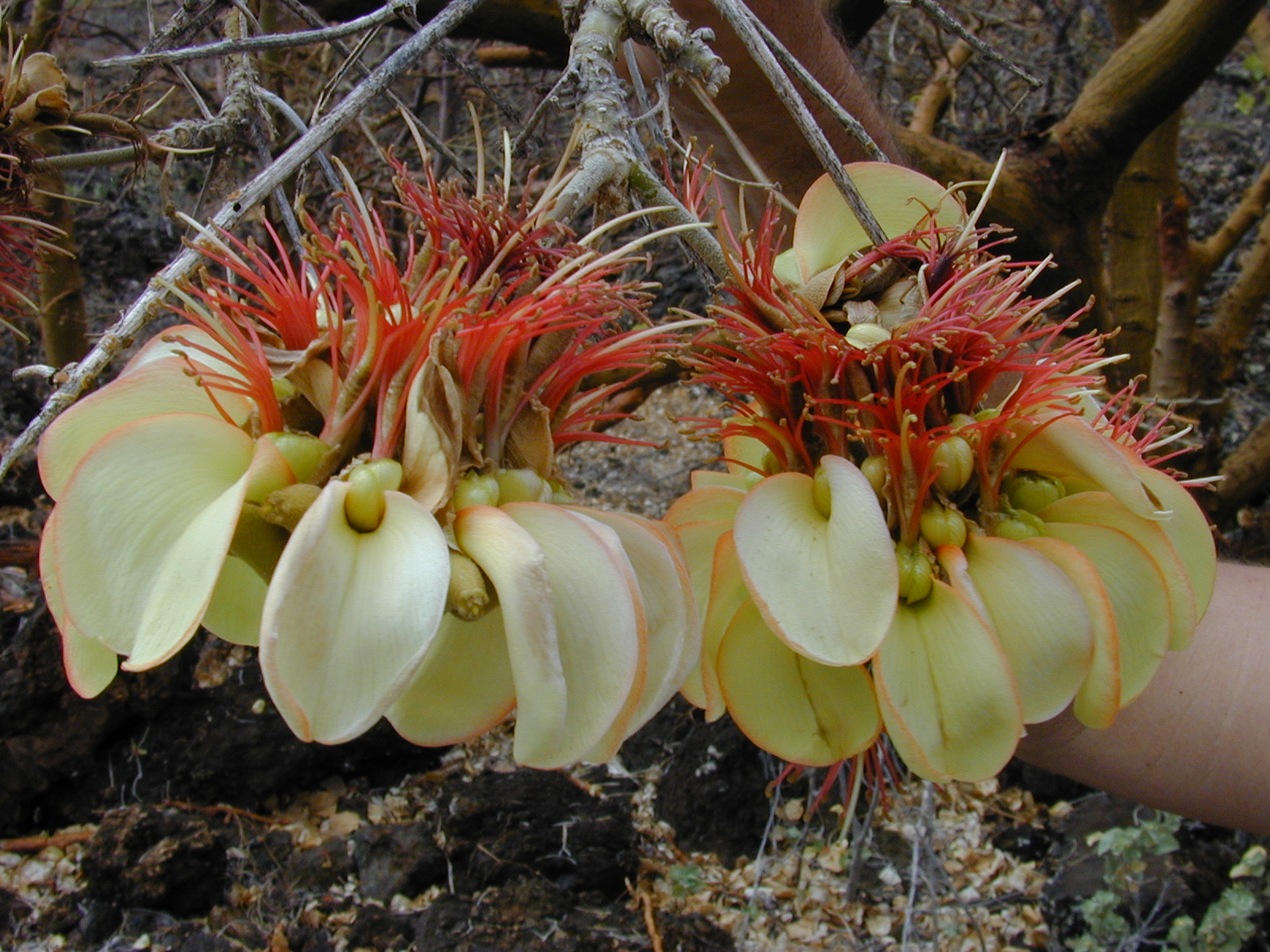
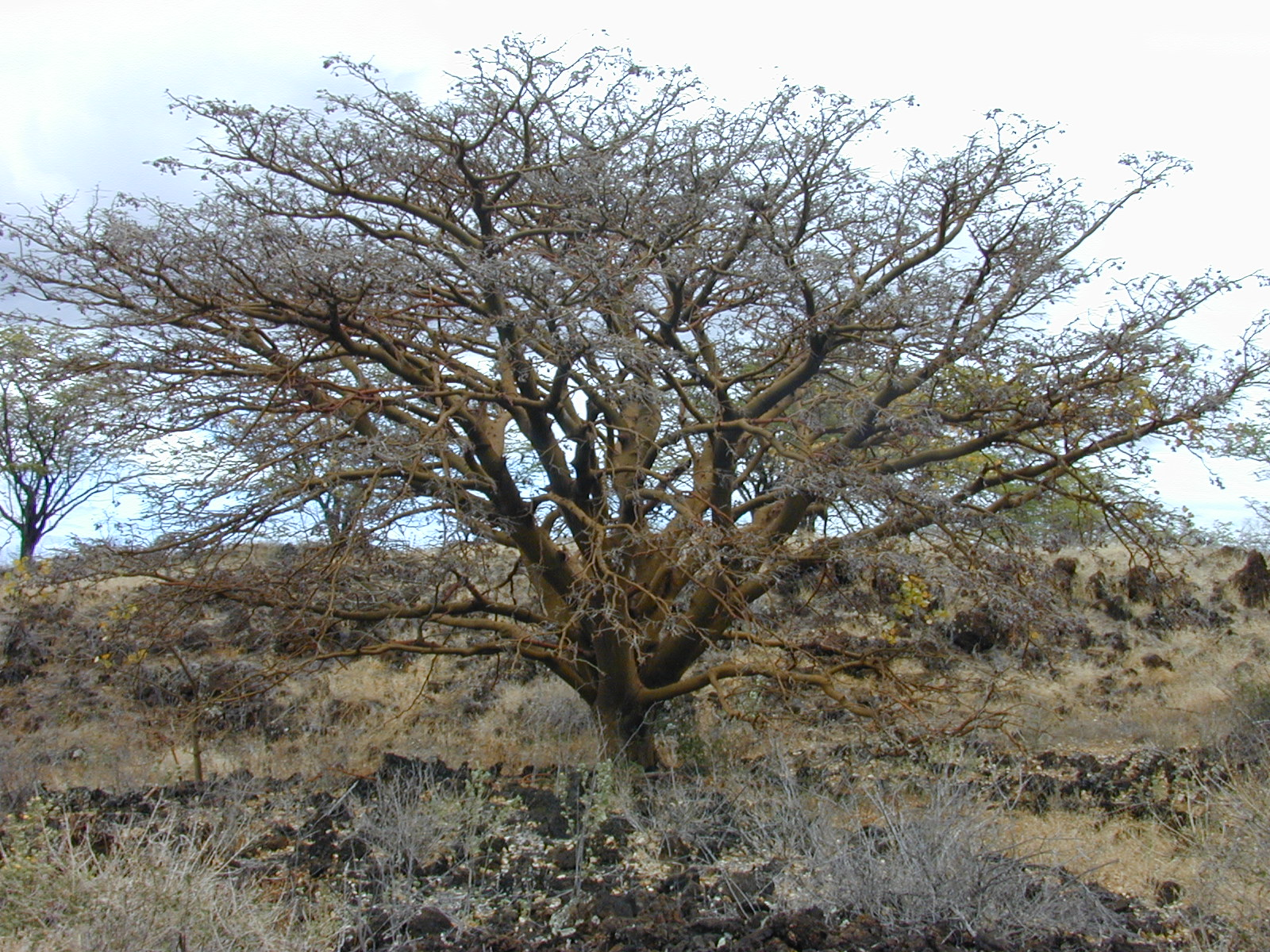
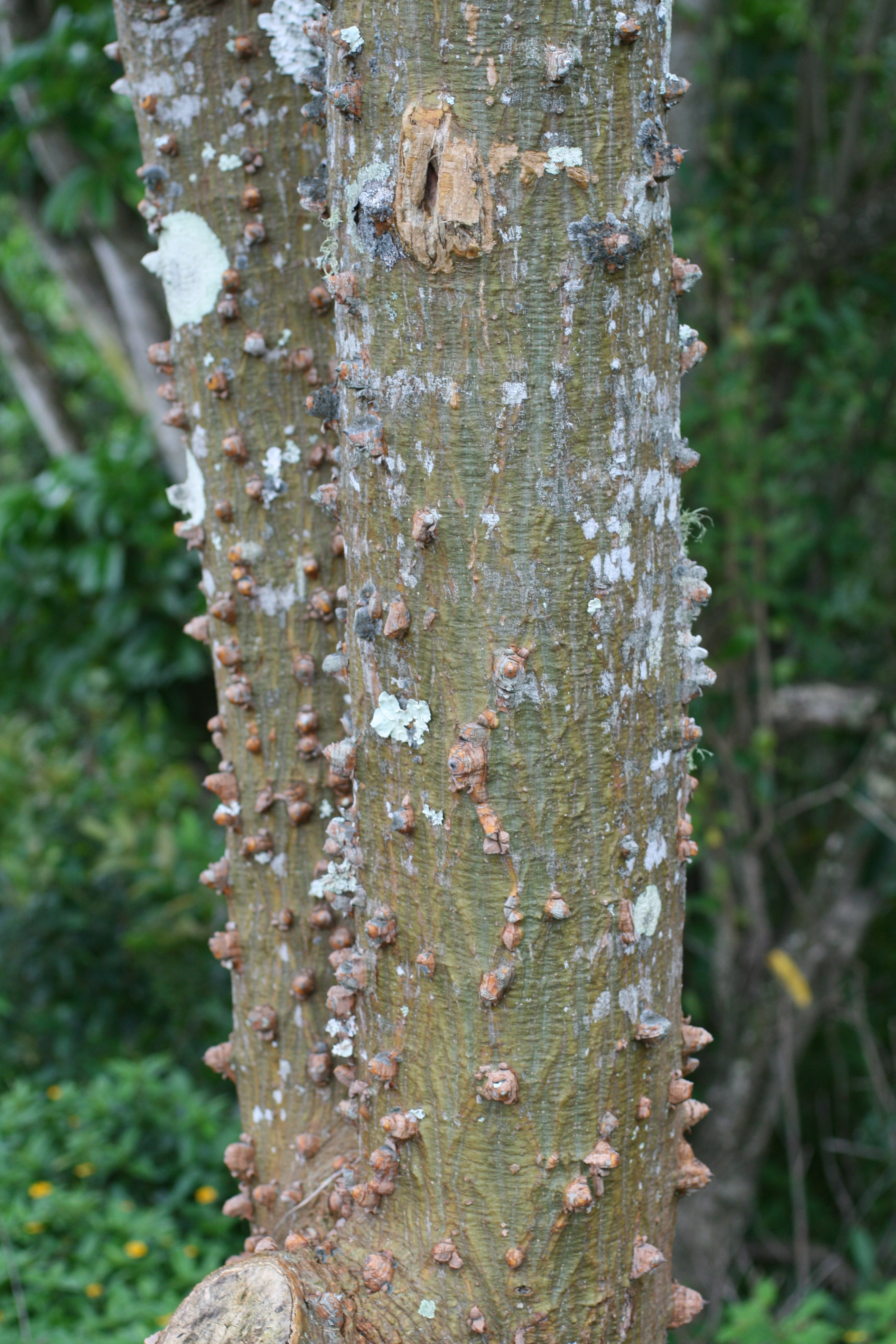